# Уинчестер (Англия)
Уи́нчестер (англ. Winchester [ˈwɪntʃɨstər]) — город в Великобритании, административный центр графства Гэмпшир и неметрополитенского района (боро) со статусом «сити» Сити-оф-Уинчестер. 
Расположен в 19 км от побережья Ла-Манша и Саутгемптонского порта. В Уинчестере покоятся останки знаменитых средневековых правителей Альфреда Великого и Кнуда Великого.

## История
Крупный город времён Римской империи под названием лат. Venta Belgarum. Король Альфред Великий в IX веке объявил его столицей королевства Уэссекс. Уже в те времена зодчими было начато возведение Винчестерского собора, которое было продолжено норманнами, захватившими остров. Кнуд Великий сделал Уинчестер столицей всей Англии. 
Вплоть до XIX века местная ярмарка была одной из крупнейших в стране. Выделка шерсти была развита в Уинчестере с саксонских времён и веками служила оплотом городского хозяйства. После пожара в середине XII века Винчестер окончательно уступил политическое первенство Лондону.

## Достопримечательности
Уинчестерский собор превосходит все средневековые храмы Европы по длине своего нефа (170 метров). Этот памятник английской готики был заложен в 1079 году местным епископом Валькелином. Помимо нескольких английских королей, в северном нефе покоится прах писательницы Джейн Остин. В начале XX в. древний храм стал разрушаться, из-за того, что его фундаменты постепенно уходили в почву. Семь лет продолжалась закачка бетона в основание собора, благодаря чему он был спасён.
В Уинчестере сохранилась средневековая богадельня Сент-Кросс, возведённая в 1136 году. Уинчестерский колледж для мальчиков был основан в 1382 году. На окраине старого Винчестера высятся остатки Винчестерского замка, Западные врата (West Gate) с Большим залом (Great Hall), который был построен в 1234 году. Именно в его зале, согласно позднейшей легенде, за столом короля Артура собирались рыцари Круглого стола.

## Города-побратимы
- Лан, Франция
- Гиссен, Германия
- Уинчестер, США